# John White (Rennfahrer)
John H. White (* 1910 in Radlett, Hertfordshire; † nach 1945) war ein britischer Motorradrennfahrer. In die Geschichtsbücher des Motorradsports ging er unter seinem Spitznamen „Crasher“ oder auch „Crasher White“ ein.

## Leben
Zu Whites Zeiten kam der überwiegende Teil der Spitzenfahrer aus den Reihen der Motorradindustrie, erlernte den Beruf des Schlossers oder Kraftfahrzeugmechanikers oder war anderweitig von Kindesbeinen an mit dem Motorsport verbunden. Eine der wenigen Ausnahmen war der 1910 geborene John H. White. Er war Akademiker, studierte an der University of Cambridge und arbeitete an der Lydney Grammar School in Lydney, Gloucestershire als Lehrer für Biologie.
White war die gesamte Zeit seiner aktiven Laufbahn lang Amateurrennfahrer und wurde von Norton nie bezahlt. Seine einzigen Einnahmen aus dem Rennsport waren Boni von Sponsoren und Ausrüstern sowie Preisgelder. Für die Rennen wurde er vom Direktor seiner Schule jeweils freigestellt.

## Karriere

### Anfänge
John White kam bereits in jungen Jahren mit dem Motorradsport in Berührung. Sein Kommilitone Malcolm Muir weckte in ihm den Wunsch, an den Amateurrennen um den Manx Grand Prix auf der Isle of Man teilzunehmen. Beide waren Mitglieder des Cambridge University Auto Club an der University of Cambridge, wo sie studierten. Nachdem Muir 1931 den Senior Manx Grand Prix gewonnen hatte, entschied sich White, 1932 selbst bei den Rennen an den Start zu gehen. Er kratzte 45 Pfund Sterling für eine gebrauchte Velocette KTT zusammen, schied aber in seinem ersten Rennen in der Junior-Kategorie bis 350 cm³ nach zwei Stürzen aus. Im folgenden Jahr versuchte sich John White erneut – wieder mit der Velocette, die er allerdings stark modifiziert hatte. Er führte das Junior-Rennen auf dem Snaefell Mountain Course an, drehte eine 75-mph-Runde, schied aber nach einem Sturz am Gooseneck, kurz nach Ramsey wiederum aus. Im Senior-Rennen (500-cm³-Klasse) trat er ebenfalls auf seiner 350er-Velo an und belegte trotz zweier Ausritte den fünften Rang. Wegen dieser vielen Stürze in der Anfangszeit seiner Karriere erhielt White von seinen Kommilitonen den Spitznamen „Crasher“, was man ins Deutsche mit Stürzer oder Bruchpilot übersetzen könnte. Trotz seiner später erfolgreichen Laufbahn wurde er diesen Beinamen nie wieder los.
Mit seinen Vorstellungen auf der Isle of Man erregte White die Aufmerksamkeit des zur damaligen Zeit überlegenen Herstellers Norton. Trotz einer Übereinkunft der zahlreichen britischen Unternehmen, zur Erhaltung des Amateurstatus des Manx Grand Prix dort antretende Piloten nicht mit Werksmaterial zu versorgen, erhielt White für 1934 eine Maschine von Norton. Im Junior-Rennen siegte er, im Senior-Lauf musste er stoppen, um eine Zündkerze zu wechseln. Bei der folgenden Aufholjagd machte der Brite seinem Spitznamen wiederum alle Ehre und stürzte er bei Union Mills schwer, blieb aber trotz einer Sturzgeschwindigkeit von fast 100 mph (161 km/h) unverletzt.

### Norton-Werksfahrer
Für 1935 wurde „Crasher“ White ins Norton-Werksteam berufen. Sein erstes Rennen bestritt er bei der Leinster TT in Ulster, die als eines der Aufwärmrennen für die prestigeträchtige Isle of Man TT galt. Sein Werksmotorrad kam jedoch nicht pünktlich zu den Trainingsläufen an und er war gezwungen, seine eigene Maschine zu verwenden. Zu den Rennen war das Werksmaterial dann angekommen und White startete auf einer Maschine, an die er sich nicht hatte gewöhnen können. Er schied durch Sturz aus und demolierte dabei sein Motorrad so stark, dass Rennleiter Joe Craig ihn aus der TT-Mannschaft werfen wollte. Nach einer lebhaften Diskussion zwischen den beiden sagte ihm Craig schließlich eine Maschine für das Junior-Rennen (350-cm³-Klasse) zu. Im Senior-Rennen (500 cm³) durfte er jedoch nicht an den Start gehen. White rechtfertigte seine Aufstellung mit Rang drei hinter seinen Teamkollegen Jimmie Guthrie und Walter Rusk. Trotzdem erhielt er für die folgenden Großen Preise in der Schweiz und in Deutschland sowie für die Dutch TT kein Motorrad. Im Juli, beim Großen Preis von Belgien in Spa-Francorchamps, durfte „Crasher“ White dann endlich für Norton seinen ersten Grand Prix auf dem europäischen Festland bestreiten. Er siegte in der 350er-Klasse und stellte dabei mit einer Durchschnittsgeschwindigkeit von 84 mph (135,2 km/h) einen neuen Rundenrekord für diese Hubraumkategorie auf.
Im Jahr 1936 startete John White als vollwertiges Mitglied des Norton-Werksteams. Die Maschinen waren erstmals mit einer Hinterradfederung ausgestattet, die das Fahrverhalten enorm verbesserte. Im Junior-TT-Rennen belegte „Crasher“ White hinter Teamkollege Freddie Frith Rang zwei, im Senior-Rennen wurde er hinter Jimmie Guthrie, Stanley Woods (Velocette) und Frith Vierter. Bei der Dutch TT auf dem Circuit van Drenthe in Assen siegte White im 350er-Rennen mit weniger als einer Sekunde Vorsprung vor Freddie Frith. Beim Ulster Grand Prix auf dem Clady Circuit in Nordirland lieferte er sich im 350-cm³-Lauf ein hartes Duell mit Ted Mellors auf Velocette und schied in der vierten Runde durch Sturz aus.

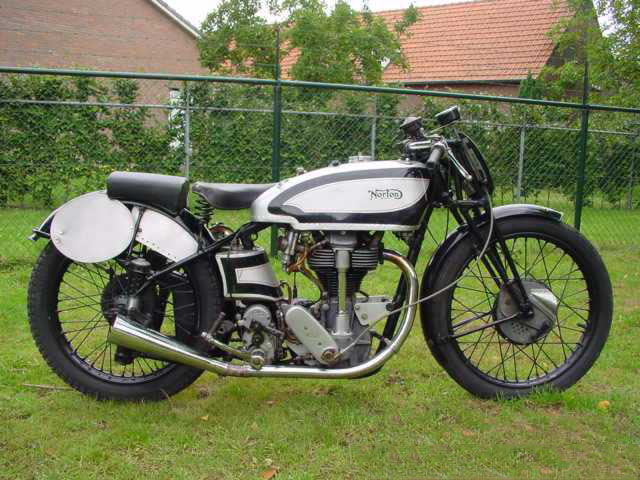
Norton-Rennmaschine der Saison 1937

Für die Saison 1937 wurden die Einzylindermotoren der Norton-Werksmotorräder mit Zweiventiltechnik ausgerüstet, was die Überlegenheit der Birminghamer noch erhöhte. Bei der Junior-TT fuhren Guthrie, Frith und White einen Dreifachsieg ein. Im Senior-Rennen fiel Guthrie aus und „Crasher“ White belegte hinter Frith und Woods den dritten Rang. Bei der Dutch TT in den Niederlanden wiederholte er seinen Sieg aus dem Vorjahr und stellte dabei einen Rundenrekord auf, der für die folgenden zwölf Jahre Bestand haben sollte. Vier Wochen später gewann White das 350er-Rennen um den Grand Prix von Belgien in Spa, wiederum mit neuem Rundenrekord. Anfang August belegte er mit nur einer Sekunde Rückstand auf seinen Neu-Teamkollegen Harold Daniell den zweiten Platz beim Grand Prix von Deutschland auf dem Sachsenring in Hohenstein-Ernstthal. Nachdem Jimmie Guthrie im Halbliterlauf des Wochenendes tödlich verunglückt war, zog Norton aus Respekt sein Werksteam von allen weiteren Rennveranstaltungen des Jahres 1937 zurück.
Vor der Isle of Man TT 1938 führte Norton eine ausgedehnte Erprobung seiner neu entwickelten Teleskopgabel durch. Frith und White waren für die Gabel, während Daniell nicht vollständig davon überzeugt war. Trotzdem gewann dieser mit einer 91-mph-Rekordrunde die Senior-TT, White wurde Fünfter. Sowohl in der Junior- als auch in der Lightweight-Kategorie schied er aus. Die zwei Rennen, bei denen John White auf dem Kontinent antrat – in Belgien und in den Niederlanden – gewann er. In der Motorrad-Europameisterschaft 1938, die erstmals aus mehreren Läufen bestand, wurde er damit hinter Ted Mellors Zweiter der 350er-Kategorie.
Angesichts des sich bereits abzeichnenden Ausbruchs des Zweiten Weltkrieges entschied Norton, sich 1939 werksseitig aus dem Rennsport zurückzuziehen und gestattete den Werksfahrern White, Frith und Daniell privat mit Werksmaschinen aus dem Vorjahr anzutreten. „Crasher“ White hatte sich für die Junior-TT bereits eine der aufgeladenen NSU mit Starrrahmen besorgt, die sich aber bereits im Training als nicht besonders konkurrenzfähig erwies und ihn im Rennen im Stich ließ. Im Senior-Lauf belegte er mit der vertrauten Norton Rang fünf. Seinen letzten großen Sieg feierte er beim zur Europameisterschaft 1939 zählenden Großen Preis von Frankreich in Reims in der 350er-Klasse. Beim Großen Preis von Großdeutschland, der Mitte August auf dem Sachsenring stattfand, nahm White am 350er-Lauf auf einer Werks-NSU teil.

### Zweiter Weltkrieg
Kurz nach dem Grand Prix von Deutschland brach der Zweite Weltkrieg aus. White war Reservist und hatte Angst, in den Krieg involviert zu werden. Letztlich wurde er aus dem Schuldienst entlassen, diente als Fahrlehrer und später im Ingenieurkorps und beendete den Krieg mit dem Dienstgrad eines Captains.
White heiratete und bestritt nach dem Krieg nie wieder Rennen. Er betrachtete den Rennsport nicht als eine geeignete Beschäftigung für verheiratete Männer.

## Statistik

### Erfolge
- 1938 – 350-cm³-Vize-Europameister auf Norton

### North-West-200-Siege
| Jahr | Klasse  | Maschine | Durchschnittsgeschwindigkeit |
| ---- | ------- | -------- | ---------------------------- |
| 1936 | 350 cm³ | Norton   | 73,73 mph (118,66 km/h)      |
| 1937 | 350 cm³ | Norton   | 76,47 mph (123,07 km/h)      |

### Weitere Rennsiege
(gefärbter Hintergrund = Europameisterschaftslauf)
| Jahr | Klasse  | Maschine | Rennen                       | Strecke                      |
| ---- | ------- | -------- | ---------------------------- | ---------------------------- |
| 1934 | 350 cm³ | Norton   | Manx Grand Prix              | Snaefell Mountain Course     |
| 1935 | 350 cm³ | Norton   | Großer Preis von Belgien     | Circuit de Spa-Francorchamps |
| 1936 | 350 cm³ | Norton   | Dutch TT                     | Circuit van Drenthe          |
| 1937 | 350 cm³ | Norton   | Dutch TT                     | Circuit van Drenthe          |
| 1937 | 350 cm³ | Norton   | Großer Preis von Belgien     | Spa-Francorchamps            |
| 1938 | 350 cm³ | Norton   | Großer Preis von Deutschland | Sachsenring                  |
| 1939 | 350 cm³ | Norton   | Großer Preis von Frankreich  | Circuit de Reims-Gueux       |

## Verweise